# حقنة تحت الجلد

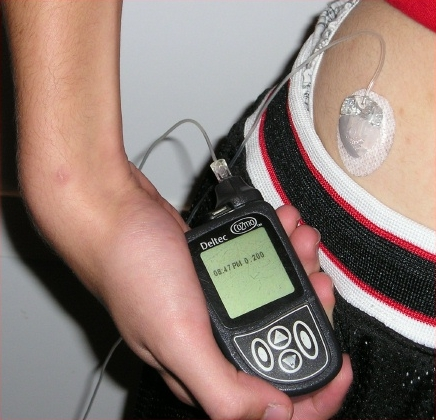
مضخة إنسولين أحد طرق حقن الإنسولين تحت الجلد

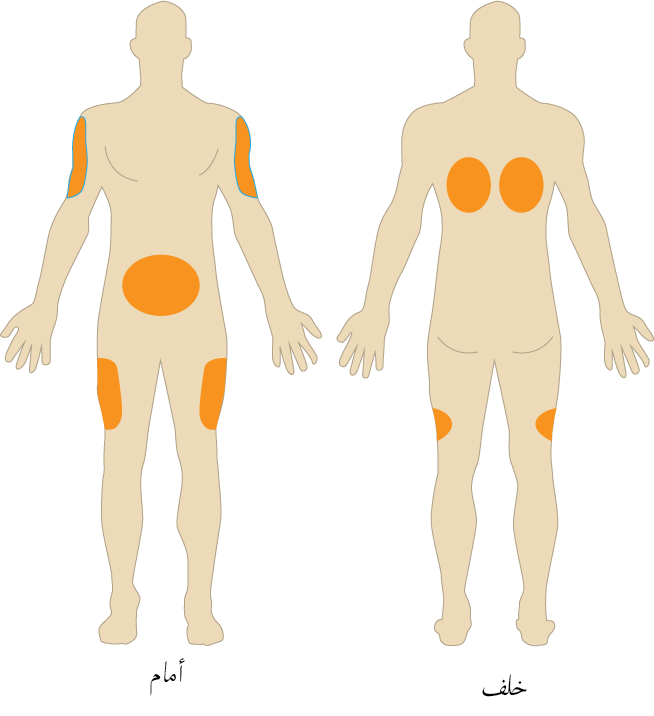
مواقع الحقن تحت الجلد

الحقن تحت الجلد هو حقن دفعة في نسيج تحت الجلد وهي طبقة تقع مباشرة تحت الأدمة والبشرة، وهذه الطبقتان تسميان بالجلد في علوم التشريح.
الحقن تحت الجلد هو طريقة فعالة لإعطاء اللقاحات والأدوية مثل الإنسولين والمورفين والهيروين وغوسرلين.